# Abd al-Fattah Abd ar-Rahman al-Burhan
Abd al-Fattah Abd ar-Rahman al-Burhan (arab. عبد الفتاح عبد الرحمن البرهان, ur. w 1960 w Kundato) – sudański wojskowy w stopniu generała, od 12 kwietnia 2019 pełniący obowiązki głowy państwa jako kolejno: przewodniczący Tymczasowej Rady Wojskowej (2019), przewodniczący Rady Suwerennej (2019–2021), głowa państwa (2021) i przewodniczący Tymczasowej Rady Suwerennej (od 2021).